# Залізничне машинобудування України
Залізничне машинобудування — галузь транспортного машинобудування, підприємства якої випускають локомотиви і рухомий склад для залізничного транспорту. До залізничного машинобудування належать локомотивобудування (тепловозобудування й електровозобудування) та вагонобудування.

## Історія

### Російсько-українська війна
На початку 2018 року державна компанія «Укрзалізниця» підписала з американською компаній General Electric угоду про спільне виробництво рухомого складу на суму 1 мільярд доларів.
Так, відповідно до домовленостей, співробітництво передбачатиме декілька етапів. На першому етапі General Electric поставить ПАТ «Укрзалізниця» 30 дизельних локомотивів ТЕ33А Evolution. Запланований термін поставки — жовтень 2018 року — 1 квартал 2019 року.
Передбачається, що із суми 1 млрд доларів близько 400—450 мільйонів доларів отримають саме українські виробники.
Серед українських підприємств, які будуть співпрацювати з General Electric — Крюківський вагонобудівний завод. Йдеться, зокрема, про спільне виробництво. Де буде організоване великовузлове складання локомотивів.
У липні 2018 року ПАТ «Укрзалізниця» провела тендер на купівлю 53 нових пасажирських вагонів загальною вартістю 2,6 млрд гривень у якому перемогу отримав Крюківський завод. За умовами тендеру до 1 липня 2019 року він має поставити для «Укрзалізниці»: 21 купейний вагон, 20 купейних вагонів типу «СВ», 11 вагонів з купе начальника потягу, 2 купейних вагони для міжнародних пасажирських перевезень.
За результатами тендеру Крюківський завод протягом 2018-19 року повинен виготовити шість дизельних поїздів ДПКр-3, які складатимуться з трьох вагонів — проміжного немоторного 63-7084А, головного моторного 63-7083А та головного моторного 63-7083А-01, обладнаного для перевезення пасажирів у інвалідних кріслах. Вартість одного поїзда — 176,97 млн гривень.
Доставити потяги мають у «Моторвагонне депо Тернопіль» регіональної філії «Львівська залізниця».
У жовтні 2018 року стало відомо, що Крюківський вагонобудівний завод має намір виготовляти електровози разом із французькою компанією Alstom (KZ8A, KZ4A).
9 листопада 2018 року між ПрАТ «Укрзалізниця» і Європейським банком реконструкції та розвитку було підписано довгострокову кредитну угоду про виділення фінансування на 150 млн доларів на закупівлю нових вантажних піввагонів. Нові піввагони будуть передані спеціально створеній дочірній компанії, що дозволить встановлювати реальні ринкові тарифи на вантажні перевезення, вагони зможуть працювати на ринку як приватний парк і заробляти значно більше, ніж парк інвентарний. Таким чином будуть створені такі умови, які дозволять планувати окупність рухомого вагонного складу.
Згідно з інформацією, яку опублікували в ЄБРР, за кошти кредиту банку планується придбати близько 6500 нових відкритих вантажних піввагонів загального призначення.
Французький виробник залізничної техніки Alstom представить власну пропозицію щодо оновлення локомотивного парку ПрАТ «Укрзалізниця», яка включатиме вантажні та пасажирські електровози. Компанія запропонує українським залізничникам вантажні локомотиви Prima T8, а також пасажирські Prima M4 BoBo. Крім того, співпраця включатиме локалізацію виробництва в Україні з поетапним її збільшенням. Профільна група Alstom з питань фінансування зараз працює з Міністерством фінансів Франції і кредитними організаціями.
У підписаному меморандумі між УЗ і французькою компанією загальна потреба «Укрзалізниці» в електровозах на найближчі 10 років оцінювалася в 495 одиниць, що охоплює вантажні локомотиви різної напруги (25 кВ, 3 кВ і двосистемні) і пасажирські двосистемні локомотиви, а також супутні послуги та обслуговування протягом до 25 років.
27 листопада керівник АТ УЗ Євген Кравцов поінформував, що компанія буде проводити відкритий відбір серед тих пропозицій, які є на ринку з боку провідних виробників. А ключовим питанням є локалізація виробництва. При цьому потреби УЗ в електровозах на найближчі 10 років топменеджер оцінив в 400—700 одиниць.
У квітні 2019 року Івано-Франківський локомотиворемонтний завод першим в Україні отримав перелік необхідних до впровадження заходів з енергоощадження у рамках програми енергомодернізації 60 підприємств. У рамках програми, яку у 2018 році розпочало Мінекономрозвитку, Держенергоефективності та GIZ передбачено модернізацію 60 підприємств у чотирьох галузях: виробництво молочної та хлібопекарської продукції, машинобудування та неметалевих будівельних матеріалів.

## Показники
| Тип             | 2017 | 2018  |
| --------------- | ---- | ----- |
| Вантажні вагони | 4126 | 11152 |

## Підприємства
- Дизельний завод
- Завод імені В. О. Малишева
- Крюківський вагонобудівний завод
- Лугцентрокуз

### Тягові машини
- Дніпровський електровозобудівний завод
- Луганський тепловозобудівний завод

#### Ремонтні
- Гайворонський тепловозоремонтний завод
- Дніпропетровський тепловозоремонтний завод
- Запорізький електровозоремонтний завод
- Івано-Франківський локомотиворемонтний завод
- Ізюмський тепловозоремонтний завод
- Львівський локомотиворемонтний завод
- Полтавський тепловозоремонтний завод

### Вагони
- Дніпровагонмаш
- Стахановський вагонобудівний завод
- Харківський вагонобудівний завод
- Дослідно-механічний завод «Карпати»[10]

#### Ремонтні
- Київський електровагоноремонтний завод
- Конотопський вагоноремонтний завод (банкрут)
- Дарницький вагоноремонтний завод
- Дніпропетровський вагоноремонтний завод
- Жмеринський вагоноремонтний завод
- Панютинський вагоноремонтний завод
- Харківський вагоноремонтний завод
- Стрийський вагоноремонтний завод
- Попаснянський вагоноремонтний завод

### Силові агрегати
- Смілянський електромеханічний завод

## Інші
- ДП «Український науково-дослідний інститут вагонобудування» — сертифікація